# Český underground
Pod označením český underground se rozumí neoficiální kulturní proud (subkultura), který se jasněji vydělil v době normalizace v sedmdesátých letech 20. století. Jeho představitelé byli spojeni zásadou tvořit zcela svobodně a neuzavírat žádné kompromisy s režimem a jeho kulturními institucemi.

## Charakteristika
V 50. letech se underground realizoval v literární tvorbě (Egon Bondy, Ivo Vodseďálek, Bohumil Hrabal). V 60. letech přibyly výtvarné, hudební a jiné aktivity a performance. V 70. letech se členové a sympatizanti undergroundu stali terčem policejní a soudní perzekuce. Perzekuce skupiny The Plastic People of the Universe se stala jedním z podnětů k založení Charty 77 a vedla také k tomu, že se intelektuály přezíraná undergroundová scéna převážně dělnické mládeže stala známější i mezi „prominentním disidentem“.
| „                    | Underground není vázán na určitý umělecký směr nebo styl, přestože například v hudbě se projevuje převážně rockovou formou. Underground je duchovní pozice intelektuálů a umělců, kteří se vědomě kriticky vymezují vůči světu, ve kterém žijí. Je to hnutí, které pracuje převážně s uměleckými prostředky, ale jehož představitelé si uvědomují, že umění není a nemá být konečným cílem snažení umělců. [...] Underground vytvářejí lidé, kteří pochopili, že uvnitř legality se nedá nic změnit, a kteří ani neusilují do legality vstoupit. […] Stručně řečeno, underground je aktivita umělců a intelektuálů, jejichž dílo je nepřijatelné pro establishment, a kteří v této nepřijatelnosti nejsou trpní a pasivní, ale snaží se svým dílem a svým postojem o destrukci establishmentu. | “ |
| — Ivan Martin Jirous | |   |

K oblíbeným výrazovým prostředkům patřila nadsázka, humor, groteska, ironie, parodie, happening.
| „                    | V bělostné říze biskup Vrana věří tak, jak mu věří strana. Než trochu je mi s podivem, že při mši svaté místo křížem nežehná srpem a kladivem. | “ |
| — Ivan Martin Jirous | |   |

## Události
- Rozehnání koncertu v Rudolfově – 30. března 1974
- První festival druhé kultury – 1. září 1974 v Postupicích[5]
- Zpráva o třetím českém hudebním obrození Ivana Jirouse z roku 1975, neoficiální programové prohlášení českého undergroundu[6]
- Druhý festival druhé kultury – 1976 v Bojanovicích, opožděná oslava svatby Jirouse a Juliány[7]
- Proces se skupinou The Plastic People of the Universe od 21. do 23. září 1976
- Třetí festival druhé kultury – říjen 1977 na Hrádečku u Václava Havla[8]
- Čtvrtý festival druhé kultury – 29. prosince 1978 v Nové Vísce u Kadaně.[1]

## Zástupci
- Bohumil Hrabal (1914–1997) – spisovatel (později ale připustil publikaci svých cenzurovaných textů)
- Egon Bondy (1930–2007) – básník, filozof a spisovatel
- Ivo Vodseďálek (1931–2017) – básník, výtvarník
- Karel Nepraš (1932–2002) – grafik, sochař a výtvarník
- Václav Havel (1936–2011) – disident, dramatik, esejista a prezident Československa a Česka
- Vít-Bohumil Homolka (1956) - český básník, výtvarník, performer a textař

- Milan Knížák (* 1940) – básník, profesor a výtvarník
- Eugen Brikcius (* 1942) – básník a výtvarník
- Svatopluk Karásek (1942–2020) – evangelický farář, zpěvák a politik
- Vratislav Brabenec (* 1943) – hudebník a básník
- Ivan Martin Jirous (1944–2011) – spisovatel, básník, výtvarný kritik, považovaný za vůdčího ducha českého undergroundu
- Fanda Pánek (1949–2024) – básník
- Quido Machulka (1950–1996) – básník a spisovatel
- Milan Hlavsa (1951–2001) – baskytarista a zpěvák
- Pavel Zajíček (1951–2024) – básník a hudebník
- Josef Vondruška (1952–2014) – básník
- Jan Pelc (* 1957) – spisovatel
- J. H. Krchovský (* 1960) – básník
- Libor Krejcar (1961–2022) – básník, výtvarník a hudebník
- Jáchym Topol (* 1962) – spisovatel a novinář
- Vít Kremlička (* 1962) – básník
- Luděk Marks (* 1963) – básník, literární kritik a redaktor
- Petr Placák (* 1964) – spisovatel
- Filip Topol (1965–2013) – zpěvák, pianista, skladatel a textař kapely Psí vojáci

## Hudební skupiny
- The Primitives Group
- The Plastic People of the Universe
- DG 307
- Aktual
- Umělá hmota
- The Hever and Vazelína Band
- Psí vojáci
- Atomová Mihule

## Další skupiny
- Skupina Šmidrové vznikla v polovině 50. let, založili ji studenti AVU a AMU: malíř Bedřich Dlouhý, sochaři Karel Nepraš, Jan Koblasa a skladatel Rudolf Komorous. Spojovala je záliba v mystifikaci a groteskním humoru.
- Křižovnická škola čistého humoru bez vtipu vznikla na počátku 60. let ve staroměstské hospodě U křižovníků. Původně ji tvořili Karel Nepraš a Jan Steklík. Věnovali se především instalacím a objektům.
- Hrabalova společnost (Hrabalova Sorbonna), hospodská přístolní společnost intelektuálů, výtvarníků, umělců scházející se především v pražské hospodě U Zlatého tygra.
- Společnost Zlatá Praha, hospodská přístolní společnost intelektuálů, umělců a přátel vzniklá v 60. letech 20. století v malostranské hospodě U Bonaparta v Nerudově ulici a scházející se dodnes. Čestným prezidentem se stal spisovatel Bohumil Hrabal, dalším známým členem je fotograf Jaroslav Kučera a Pavel Dungl.
- Spolek Pohodlí, hospodská přístolní společnost vzniklá v 60. letech v malostranské hospodě U Bonaparta v Nerudově ulici v Praze.
- Spolek Karla Hynka Máchy, hospodská přístolní společnost vzniklá v 60. letech v malostranské hospodě U Bonaparta v Nerudově ulici v Praze.

## Časopisy
V době komunistického režimu vycházely samizdatem.
- Vokno (1979–1995)
- Revolver Revue (od roku 1985)